# アンドレイ・コレスニコフ
アンドレイ・ボリソヴィチ・コレスニコフ （ロシア語: Андрей Борисович Колесников  1977年2月6日 - 2022年3月11日）は、ロシア陸軍少将。ロシアのウクライナ侵攻時に戦死したとウクライナは発表するも、ロシアによる公式な発表はされてない。

## 経歴
1977年2月6日にコレスニコフは、ヴォロネジ州、オクチャブルスコエで生まれた。その後1999年にカザンの戦車大学、2008年にロシア連邦陸軍の合同軍学校、2020年に陸軍士官学校を卒業した。 2010年、コレスニコフは中佐であり、第4親衛戦車師団の参謀長を務めていた。 
コレスニコフは2021年11月より第29諸兵科連合軍の司令官に就任。ロシアのウクライナ侵攻に参加し、ウクライナ当局によると2022年3月11日に殺害された。NATO当局は、アンドレイ・スホベツキーとヴィタリー・ゲラシモフに続き、ウクライナで殺害されたロシア将官が3名いることを確認したが、将軍は特定しなかった。3月11時点で、約20人の将軍がウクライナ戦線に配備され、そのうち3人が殺害された。これは将官がロシア兵の士気を高めるために通常よりも最前線に近づいているため、通常よりも多くの将軍が殺されているという。ウクライナ当局は、4人目の将軍であるオレグ・ミチャーエフ少将が3月15日にマリウポリで死亡したと述べた。